# Polistes tenellus
Polistes tenellus är en getingart som beskrevs av François du Buysson 1905. Polistes tenellus ingår i släktet pappersgetingar, och familjen getingar.

## Underarter
Arten delas in i följande underarter:
- P. t. lahejensis
- P. t. minutissimus